# Länsväg 291
Länsväg 291 går från Mehedeby (E4) via Marma (Länsväg C 771) till Älvkarleby (riksväg 76).
Vägen är belägen i norra delen av Uppsala län och berör Tierps och Älvkarleby kommuner.
Vägen var före 1977 en del av E4 och har i förhållande till trafikmängden mycket god standard. Den är en viktig förbindelseväg mellan E4-motorvägen vid Mehedeby strax öster om Dalälven och riksväg 76 mellan Gävle och Östhammar, vilken ansluter till länsväg 291 vid Älvkarleby.

## Historik
Före 1985 gick länsväg 291 från dåvarande E4 (nuvarande länsväg C 600) söder om Tierp via Tierps köping och Västland till riksväg 76 vid Skärplinge. Denna vägsträcka är numera den sekundära och som sådan ej nummerskyltade länsväg C 740.
Länsväg 291 ansluter till:
- E4
- Länsväg C 771
- Riksväg 76